# St. Donatus (Brand)

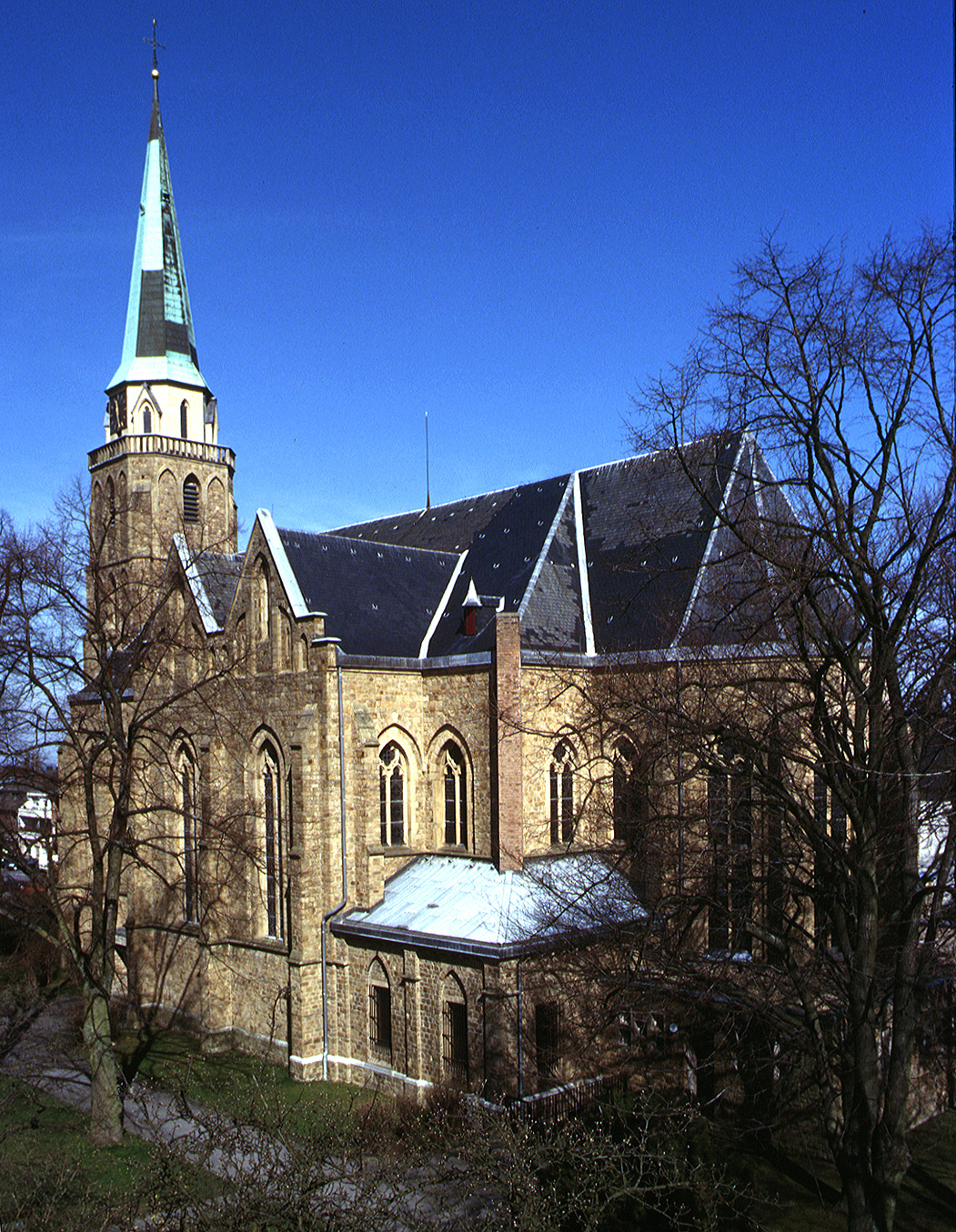
St. Donatus

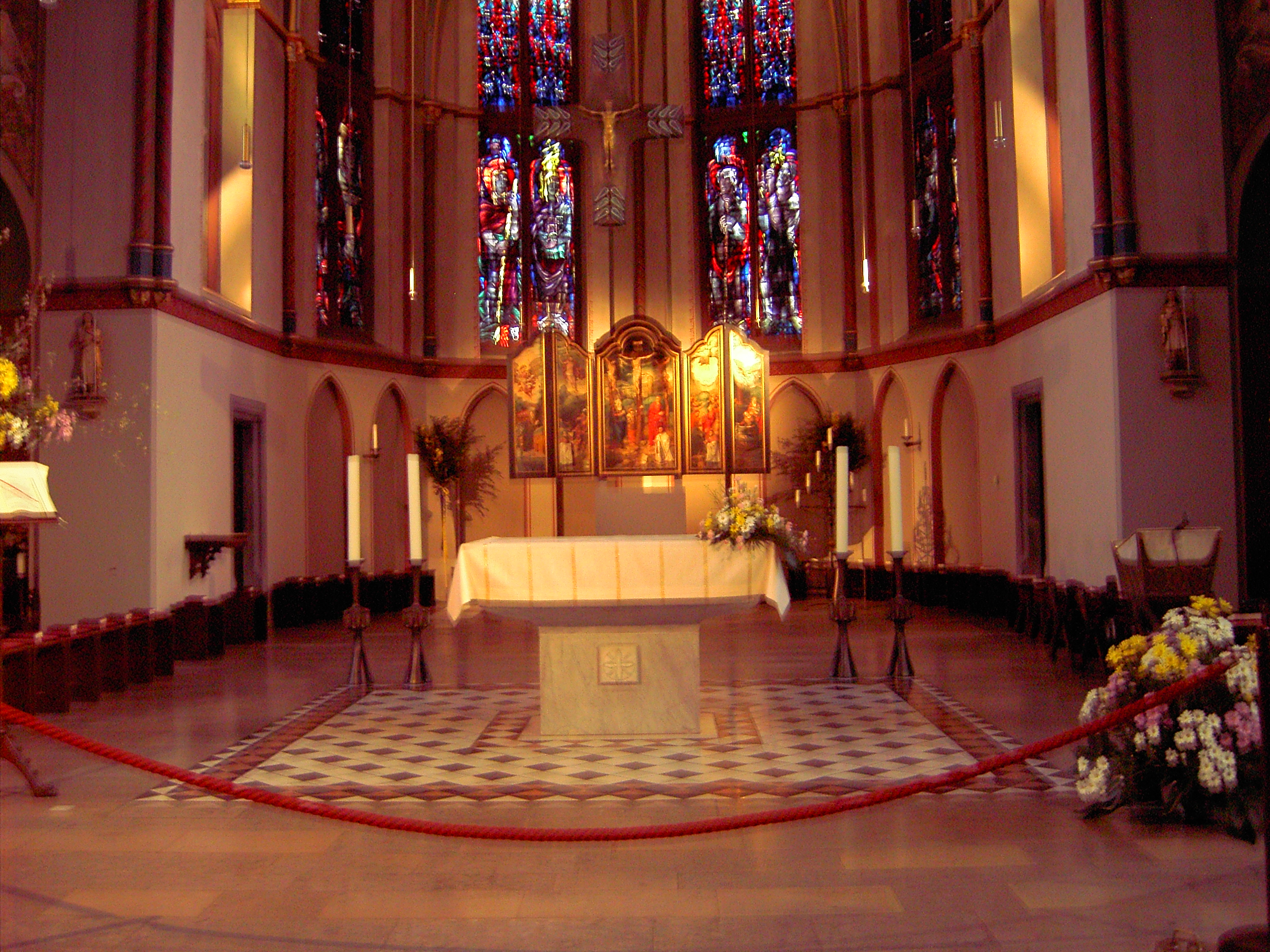
Altarraum von St. Donatus

St. Donatus (auch Brander Dom genannt) ist die Pfarrkirche des zu Aachen gehörenden Stadtteils Brand. Zum Pfarrsprengel gehören Bierstrauch, Brand, Brander Heide, England, Freund, Neuenhof und Niederforstbach.

## Geschichte

### Kapelle als Vorgängerbau
Nachdem die Reichsabtei Kornelimünster im Jahre 1750 entschieden hatte, eine Dezentralisierung der Pfarren durchzuführen, entstanden unter anderem die Pfarreien Brand, Breinig, Hahn, Venwegen und Walheim. In der Folge wurde im Jahre 1761 im heutigen Stadtteil Brand eine eigene Kapelle errichtet. Kurz nach Auflösung der Benediktinerabtei im Jahre 1802 erhielt die Brander Kapellengemeinde durch Bischof Marc-Antoine Berdolet die Pfarrrechte, wurde damit von der Stephanskirche in Kornelimünster abgetrennt und unterstand der Hauptpfarre St. Michael in Burtscheid.
In den Jahren 1847/48 wurde die Kapelle vergrößert. Die rasch steigende Zahl an Gläubigen des wachsenden Stadtteils führte dazu, dass sie bald zu klein wurde.

### Pfarrkirche

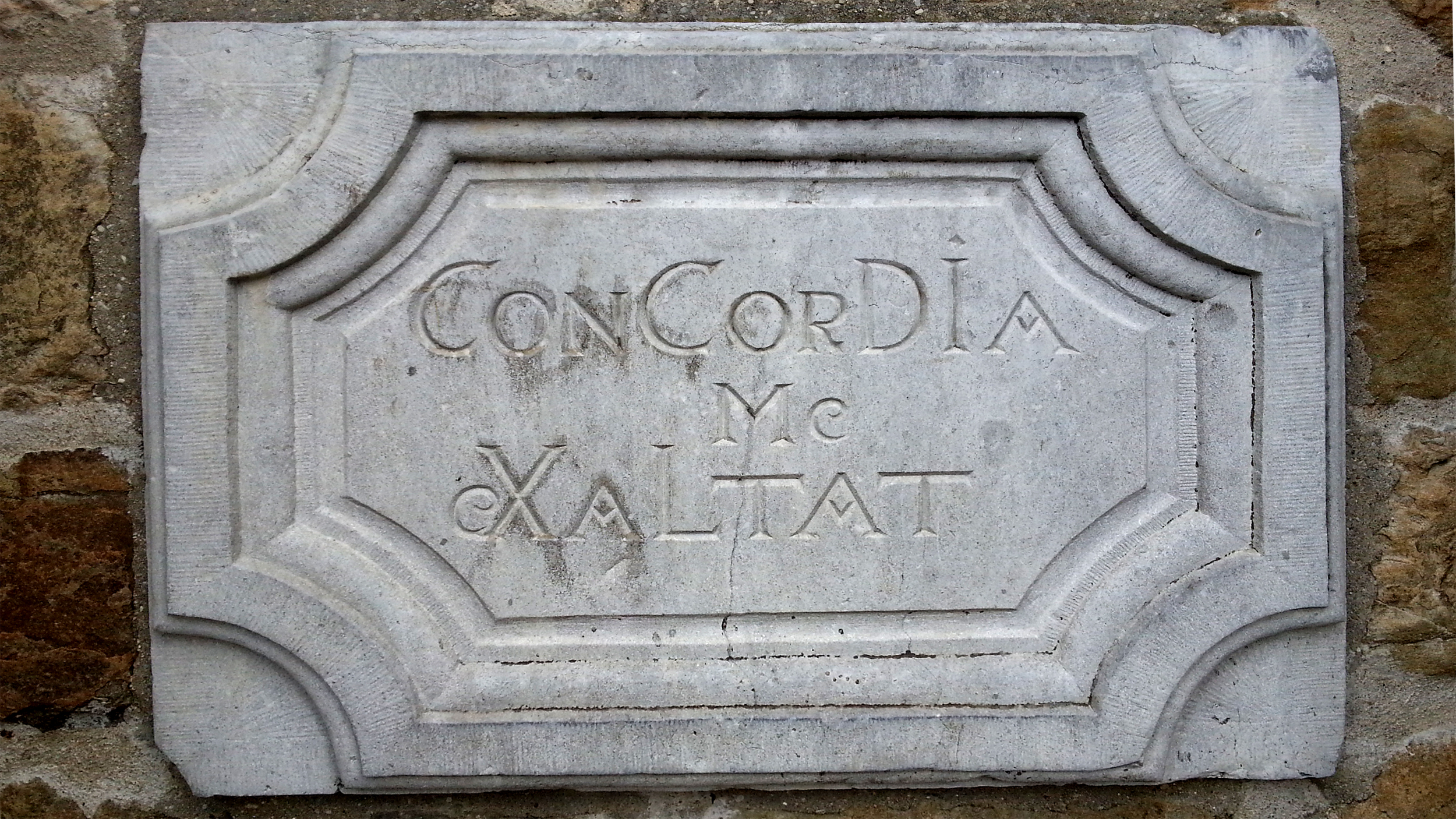
Die Tafel mit einer Inschrift rechts von dem Eingang

Im Herbst des Jahres 1879 wurde damit begonnen, eine neue Pfarrkirche zu bauen. Die Bauzeit betrug ca. 4 Jahre, ehe am 7. Oktober 1883 die erste Messe gelesen werden konnte. Am 21. September 1890 wurde das Gotteshaus eingeweiht. Architekt der Kirche war Vinzenz Statz. Zeitgleich übernahm die neue Pfarre von der Reichsabtei Kornelimünster die alte Vincenzkapelle im Ortsteil Niederforstbach, die dem Vinzenz Ferrer geweiht ist und als Gebetsstätte zum Schutz vor Erdbeben gedacht war. Seit dieser Zeit finden dort auf Wunsch Rosenkranzandachten und Betstunden für Verstorbene sowie Taufen und einmal jährlich am 5. April, dem Todestag des heiligen Vincenz, eine Messfeier statt.
Im Jahre 1966 wurde der Chorraum von St. Donatus umgebaut. 1973 wurden die Dekanate neu aufgeteilt und die Pfarre Brand und Forst bilden seitdem ein eigenes Dekanat.
Am 7. Oktober 1983 erhielt St. Donatus einen neuen Altar.

## Orgel

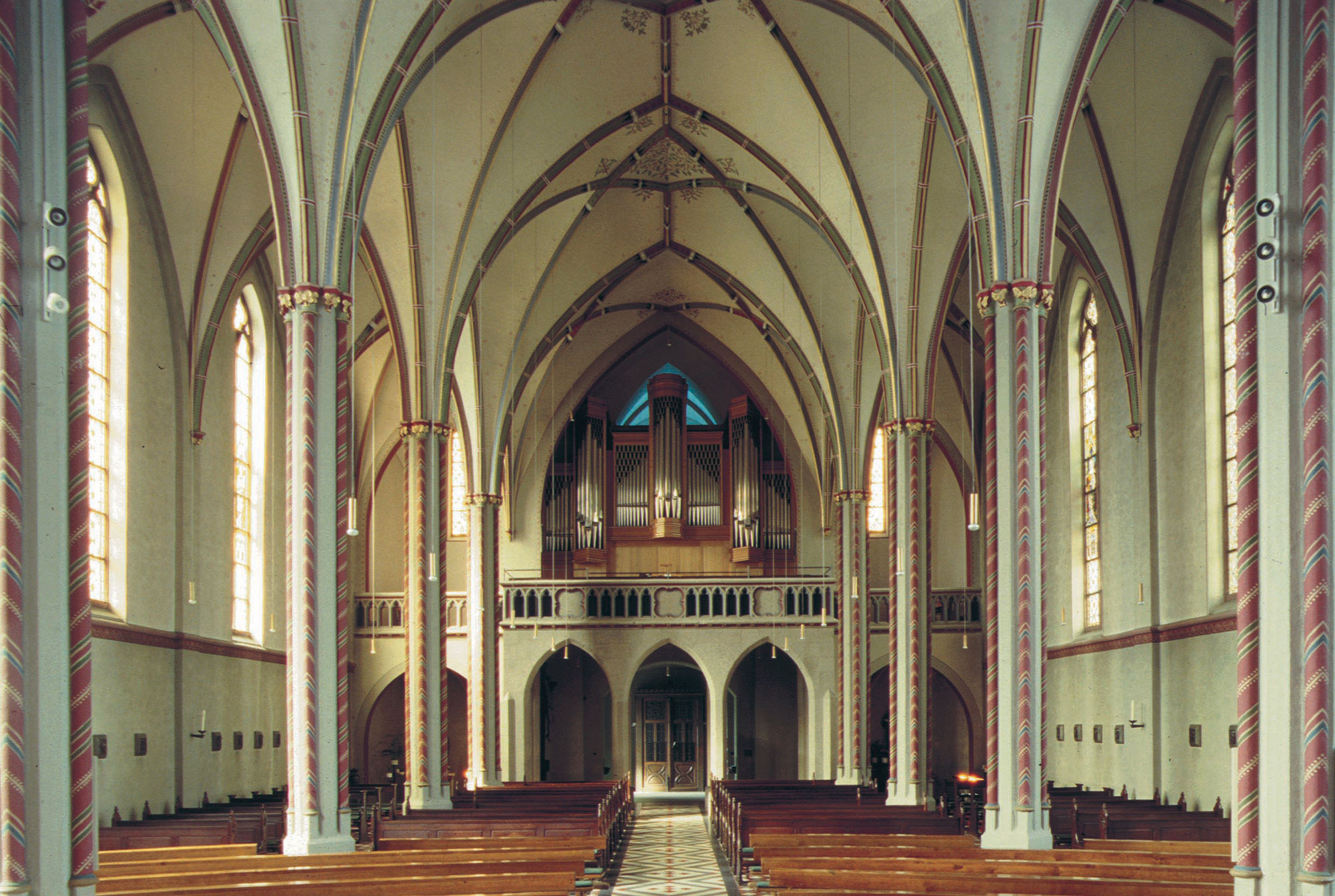
Blick auf die Orgel

Die Orgel wurde 1998 von dem Orgelbauer Wilbrand (Übach-Palenberg) erbaut und 2013 durch die Orgelbaufirma Weimbs reorganisiert und erweitert. Das Schleifladen-Instrument hat 37 Register auf zwei Manualwerken und Pedal. Die Spieltrakturen sind mechanisch, die Registertrakturen mechanisch und elektrisch.
| I Hauptwerk C–g3 |                           |       |   |
| 1.               | Gedecktpommer             | 16′   |   |
| 2.               | Prinzipal                 | 8′    |   |
| 3.               | Flaut major               | 8′    |   |
| 4.               | Gamba                     | 8′    |   |
| 5.               | Gedeckt                   | 8′    |   |
| 6.               | Octave                    | 4′    |   |
| 7.               | Rohrflöte                 | 4′    |   |
| 8.               | Quinte                    | 2 ⁄3′ |   |
| 9.               | Superoctave               | 2′    |   |
| 10.              | Cornett V (ab f0)         | 8′    |   |
| 11.              | Mixtur IV-V               | 1 ⁄3′ |   |
| 12.              | Trompete                  | 8′    |   |
| 13.              | Regal                     | 8′    |   |
| 14.              | Tromba Magna              | 8′    | W |
| 15.              | Tromba Magna (aus Nr. 14) | 4′    | W |
|                  | Tremulant                 |       | W |
|                  | Schalenglockenspiel       |       |   |
|                  | Röhrenglockenspiel        |       | W |

| II Schwellwerk C–g3 |                    |              |
| 16.                 | Holzprinzipal      | 8′           |
| 17.                 | Rohrflöte          | 8′           |
| 18.                 | Salicional         | 8′           |
| 19.                 | Vox coelestis      | 8′           |
| 20.                 | Prinzipal          | 4′           |
| 21.                 | Traversflöte       | 4′           |
| 22.                 | Nasard             | 2 ⁄3′        |
| 23.                 | Nachthorn          | 2′           |
| 24.                 | Terzflöte          | 1 3⁄5′       |
| 25.                 | Sifflöte           | 1 ⁄3′        |
| 26.                 | Mixtur IV          | 2′           |
| 27.                 | Sept-Non-Zimbel II | 1 ⁄7′ + 8⁄9′ |
| 28.                 | Basson             | 16′          |
| 29.                 | Trompette harm.    | 8′           |
| 30.                 | Hautbois           | 8′           |
|                     | Tremulant          |              |

| Pedal C–f1 |             |     |
| 31.        | Prinzipal   | 16′ |
| 32.        | Subbass     | 16′ |
| 33.        | Oktavbass   | 8′  |
| 34.        | Gedacktbass | 8′  |
| 35.        | Tenoroktave | 4′  |
| 36.        | Posaune     | 16′ |
| 37.        | Trompete    | 8′  |

- Koppeln: II/I, I/P, II/P.
- Weitere Effektregister: Zimbelsterne I und II, Kuckuck, Nachtigall (alle 2013 hinzugefügt)

Anmerkungen
1. ↑  Auf separater Hochdruck-Kegellade.
2. ↑  Seit 2013, vorher Zimbel II 1⁄2′.

W = Register 2013 von Weimbs hinzugefügt.

## Glocken
Im Jahr 1913 goss die renommierte Glockengießerei Otto aus Hemelingen/Bremen vier Bronzeglocken für die St.-Donatus-Kirche mit den Schlagtönen d’ – f’ – g’ – a’. Bis auf die g-Glocke wurden die anderen drei im Ersten Weltkrieg eingeschmolzen. Das Geläut wurde durch OTTO-Glocken aus dem Jahr 1927 wiederergänzt. Heute verfügt die Kirche über 11 Glocken: die vier OTTO-Glocken aus den Jahren 1913 und 1927 und vier weitere Bronzeglocken, die durch Bruder Michael Reuter von der Maria Laacher Glockengießerei im Jahr 2010 in der OTTO-Rippe gegossen wurden. Im Dachreiter hängen drei Glocken der niederländischen Glockengießer Petit & Fritsen aus Aarle-Rixtel aus dem Jahr 2008.

## Kirchenschatz
St. Donatus verfügt über zahlreiche Kirchenschätze. Hierzu zählen Reliquiare wie das Wendelinusreliquiar aus dem Jahre 1897. Außerdem befindet sich dort ein vergoldetes silbernes Ziborium aus dem Jahre 1891, dessen Kuppe die Abendmahlsszene zeigt. Besondere Bedeutung für die Gläubigen hat ein Kreuzreliquiar, das ein Stück Holz aus dem Kreuz Christi birgt. Zu weiteren Kostbarkeiten zählt das aus Holz geschnitzte Donatusreliquiar, das aus dem 18. Jahrhundert stammt, dessen genaue Herkunft aber unbekannt ist. Es birgt eine Donatusreliquie.

## Krippe zur Fasten- und Osterzeit
Zusätzlich zu der Weihnachtskrippe präsentiert St. Donatus seit 2009 eine Krippe zur Fasten- und Osterzeit. Zwischen dem ersten Fastensonntag und Ostersonntag zeigen die Krippenbauer wechselnde Bilder der Evangelien.